# Dušan Zeman
Dušan Zeman (* 19. September 1949) ist ein ehemaliger tschechoslowakischer Radrennfahrer.

## Sportliche Laufbahn
Zeman war im Straßenradsport aktiv. 1970 gewann er zwei Etappen im britischen Milk Race, 1971 eine Etappe in der Internationalen Friedensfahrt, 1975 eine Etappe in der Slowakei-Rundfahrt. 1972 kam er beim Sieg von Frits Schür auf den 3. Platz in der Algerien-Rundfahrt.
Die Internationale Friedensfahrt fuhr er zweimal. 1971 wurde er 20. und 1972 27. der Gesamtwertung. 1969 war er 23. in der Tour of Scotland geworden, 1970 8. im Milk Race und 40. in der Tour of Scotland. 1974 kam er in der Rheinland-Pfalz-Rundfahrt auf den 5. Rang.
Bei den Straßenradsport-Weltmeisterschaften 1970 wurde Zeman 41. im Rennen der Amateure.